# Thymopentin
Thymopentin là một chất kích thích miễn dịch. Như vậy, nó đã được sử dụng trong một số nghiên cứu lâm sàng trong những năm đầu của đại dịch AIDS (từ 1983 đến 1985). Thymopentin đã giúp cải thiện tình trạng miễn dịch ở một số bệnh nhân trong một thời gian ngắn theo các phương pháp điều trị cụ thể.
Nó tương tác với các tế bào T. 
Nó là một polypeptide tuyến ức.